# トムとジェリー ヒゲヒゲだいせんそう
『トムとジェリー ヒゲヒゲだいせんそう』（英題：Tom and Jerry: War of the Whiskers）は、サクセスから2004年1月29日に発売されたPlayStation 2用ゲームソフト。国内未発売のNINTENDO 64版（Tom and Jerry in Fists of Furry）の続編であるが、原作映画の捉え方の違いによるものなのか、アメリカではレーティングが「T」となっている（N64版は全年齢対象）。なお、開発国であるアメリカではGC版、Xbox 360版も発売されている。

## 作品の特徴
N64版同様3Dマップでトムとジェリーの登場キャラクターを操作しながらバトルをする。プレイヤーはステージ上に出現する椅子などを投げて他プレイヤーを攻撃する。ゲームシステムやステージのグラフィック、ゲージ制の体力など、N64版を引き継ぐ要素も多い。キャラクターが直接攻撃を加えた際のふっとびはN64版よりも大きく、暴力表現も向上している。キャラクターはウィリアム・ハンナ、ジョセフ・バーベラ編に登場したものが多数を占めるが、一部ロボット猫などチャック・ジョーンズ編に登場したものも居る。ステージは「氷あそび」など原作の舞台を模したものもある。なお、スパイクは本作では正式名称ではなく「ブルさん」という表記がなされている(アヒルの子の表記も「アヒルちゃん」、ワシの表記も「イーグル」、スタミナジェリーの表記も「モンスタージェリー」、ロボット猫の表記も「ネコがたロボ」である)。
ステージのギミックも前作より手強くなり、ステージ全体に変化を与えるものも多数存在し、曲も全般的に激しめになった。

## キャラクター

### N64版から引き続き登場のキャラ
トム
ジェリー
スパイク
タイク
ニブルス
ブッチ
アヒルの子

### 新規参戦キャラ
ワシ
「可愛い花嫁さん」からの登場
ライオン
「逃げて来たライオン」からの登場
スタミナジェリー
「あべこべ物語」からの登場
ロボット猫
「トムとジェリーウォーズ」からの登場